# Еранухи Асламазян
Еранухи Асламазян (на арменски: Երանուհի Ասլամազյան, на руски: Асламаз́ян Ерануи Арша́ковна) е арменска и съветска художничка живописец, керамик и график. Удостоена е с названието заслужил художник на Арменска ССР (1965). По-голямата ѝ сестра Мариам Асламазян също е художничка.

## Биография и творчество
Еранухи Арша́ковна Асламаз́ян е родена на 28 април 1909 г. в село Баш-Ширак, област Карс, Руска империя. Баща ѝ Аршак Асламазян е известен мелничар, който през 20-те години е признат за кулак и цялото му имущество постепенно е конфискувано от съветските власти. Като дете се премества в Александропол/Ленинакан, (сега Гюмри, Армения) със семейството си.
В периода 1924 – 1926 г. учи в рисувателно училище в Ленинакан. В периода 1926 – 1929 г. учи в Ереванския художествен колеж под ръководството на арменския художник Седрак Аракелян. Малко след дипломирането си Асламазян заедно с по-голямата си сестра Мариам се преместват в Москва с финансовата подкрепа на сестра им Анахит. В Москва учи при художника Владимир Фаворски. Заради финансови трудности длед година се връщат в Ереван, и тя работи в детска градина.
Две години по-късно тя се премества в Харков, за да учи в художествения институт, а след това е преместена в Ленинградската академия за изящни изкуства. В периода 1931 – 1937 г. продължава обучението си в Ленинградския институт по живопис, скулптура и архитектура „Иля Репин“ при художника Александър Осмьоркин. Формира се като художник в Русия.
В периода 1938 – 1941 г. преподава живопис и композиция в Ленинградския институт за изящни изкуства на младите работници. Член е на Съюза на художниците в Ленинград.
По време на Великата отечествена война мобилизира всичките си сили, за да създаде произведения, които отговарят на изискванията на времето. През 1945 г. е наградена с медал „За доблестен труд във Великата отечествена война 1941 – 1945 г.“. След войната работи като учителка по рисуване.
Тя е авторка на редица портрети, пейзажи, натюрморти, жанрови картини. Работи и в областта на театралния дизайн, гравюрата и керамиката. Прави самостоятелни изложби в Москва, Ереван и Ленинград.
В своето изкуство тя е типичен ориенталски художник, като отначало принадлежи към съветския художествен елит в Ленинград, а след това и в Москва.
Нейни произведения се намират в музеите в Армения, Русия и в чужбина, и по-специално в Третяковската галерия, Националната галерия на Армения, и в Дрезденската галерия на новите майстори, както и в музеи в Лондон, София, Берлин, Санкт Петербург, Венеция, Токио и Делхи.
Асламазян има подкрепата на Съветския съюз и благодарение на нейната деликатна дипломация и отношение към съветските власти успяна да обиколи много страни по света, като в периода 1959 – 1962 г. посещава Белгия, Холандия, Италия, Турция, Индия, Цейлон и Египет.
Еранухи Асламазян умира на 4 февруари 1998 г. в Москва, Русия. Погребана е в арменските гробища в Москва.
В чест на художничката и нейната сестра е запазена като музей за живота и творчеството им тяхната галерия в Гюмри създадена през 1987 г.
- Автопортрет (1974)
- Пейзаж (1959)
- Натюрморт (1981)
- Портрет (1953)
- Керамика
- Керамика